# Françoise de Louvain
Françoise de Louvain, née vers 1540 à Paris et morte en 1620, est une imprimeuse-librairesse et éditrice protestante.
Françoise de Louvain épouse deux libraires-imprimeurs, Pierre du Pré et Abel L'Angelier, avec lesquels elle travaille conjointement. À partir de 1610, elle gère seule l'officine et contribue à la faire prospérer.

## Biographie

### Origines
Françoise de Louvain naît vers 1540 dans une famille protestante aisée de marchands merciers-joailliers du Palais (du Louvre). Elle est la fille de Jean Louvain, qui disparaît vers 1564, et de Geneviève de Montault. Elle a un frère, Nicolas.
Françoise de Louvain perd son oncle paternel Nicolas de Louvain et son oncle maternel Olivier de Montault ainsi que d'autres parents lors du massacre de la Saint-Barthélemy.

### Premier mariage à Pierre du Pré
Le 28 août 1565, Françoise de Louvain épouse Pierre du Pré, marchand libraire huguenot au Palais et bourgeois de Paris, fils de Galliot du Pré et de Geneviève Le Blanc. Elle a alors 22 ans. Le 7 août 1565, Pierre du Pré avait fait enregistrer devant notaire son intention d'épouser Françoise de Louvain, notamment en raison des difficultés posées par sa propre mère Geneviève Le Blanc, fervente catholique opposée au mariage. Le couple est d'abord logé par Geneviève de Montault. En raison d'une procédure initiée par Edmond de Sathenat, écuyer, sieur de Pont en Berry et hommes d'armes de la compagnie du seigneur de Savigny, Geneviève Le Blanc accepte de bailler par contrat la maison de la rue Gervais-Laurent à son fils et à sa belle-fille:38-40. Françoise de Louvain et Pierre du Pré ont un fils nommé Pierre, deuxième du nom.
Pierre du Pré meurt vers 1570-1571. Le 8 ou 18 janvier 1572, Françoise de Louvain présente une requête à la cour, menacée par Galliot II du Pré qui souhaite la priver de son étal du Palais. Cela lui permet de continuer l'activité de son défunt mari et de publier plusieurs titres nouveaux, dont un ouvrage du médecin Jacques Aubert et l'Histoire pitoyable du prince Erastus, fils de Diocletien Empereur de Rome, édités à son nom.

### Second mariage à Abel L'Angelier

#### Héritière de l'étal de son mari

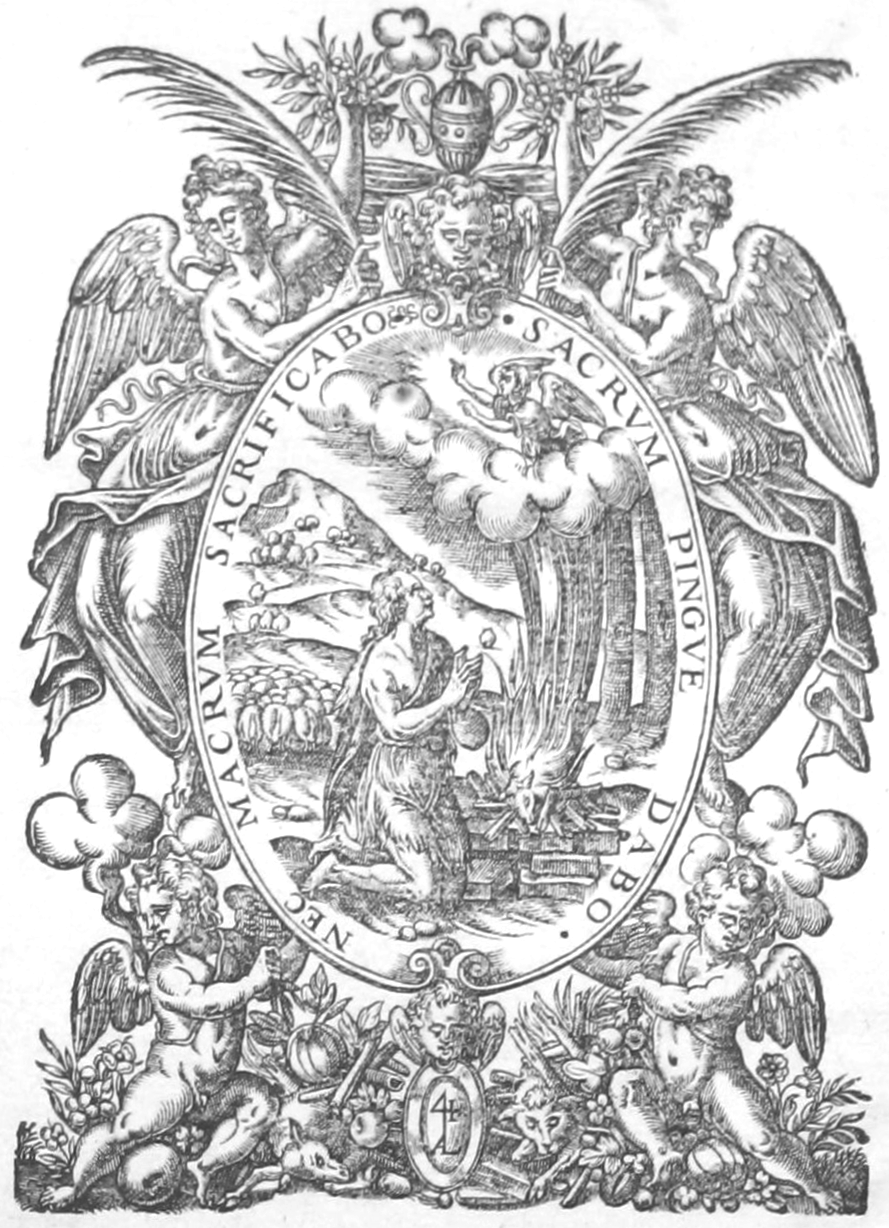
Marque d’Abel L’Angelier (Les Commentaires de César traduits par Blaise de Vigenère, 1589).

Françoise de Louvain rencontre Abel L'Angelier, imprimeur-libraire héritier de son père Arnoul et de son oncle Charles.
Le contrat de mariage passé le 10 octobre 1573 devant les notaires Fortin et Louis Rozé est perdu. L'une des clauses de ce contrat est invoquée dans un accord en date de juillet 1610 entre Françoise de Louvain, tout juste veuve pour la seconde fois, et sa fille Marie L'Angelier : ladite clause prévoit qu'en cas où Abel L'Angelier décéderait avant son épouse Françoise de Louvain, celle-ci jouirait du banc ou de l'étal « assis au premier pilier de la grand salle du Palais » du défunt.

#### Un couple de libraires pendant les guerres de Religion
Françoise de Louvain travaille très vraisemblablement conjointement avec son mari jusqu'à la mort de celui-ci en 1610.
Pendant la Ligue, Abel L'Angelier quitte Paris pour plusieurs autres villes de France. On ignore si Françoise de Louvain et leur fille Marie le suivent ou si elles gardent boutique au Palais. Pendant quatre ans, il ne publie presque rien mais tente de débiter les publications des années précédentes. À la fin de l'année 1590 ou au début de l'année 1591, il dit résider à Melun, ville prise par le futur Henri IV. En 1593, Abel L'Angelier est de retour à Paris puisqu'en novembre il proteste devant le Parlement contre les contrefaçons lyonnaises des Lettres d’Étienne Pasquier, des Essais de Montaigne et de la traduction des Psaumes par Blaise de Vigenère. Ne pouvant plus s'occuper d'édition, Abel L'Angelier participe à faire sortir quelques livres de Paris et commande à un imprimeur troyen des impressions pour la capitale.
Le 22 mars 1594, Henri IV entre dans Paris. Selon le libraire Rainsart, en juillet tout est encore « fort mort touschant la librairie, n'y ayant encores nulz escolliers aux collèges fors qu'aux jésuistes ». L'Angelier est toujours libraire juré et connu pour sa fidélité au roi. Il s'occupe les années qui suivent à recouvrer ses droits.
En décembre 1596, Abel L'Angelier prend pour serviteur Girard Dumas et Françoise de Louvain assiste comme « femme de Sire Abel Langelier marchand libraire au Palais » au mariage de son neveu Nicolas, libraire au Palais, avec Marie Guérin, veuve de Nicolas Gilles, autre libraire:CCXXXII.

#### Une fille unique: Marie L'Angelier
Le 14 mai 1596, la fille unique du couple, Marie L'Angelier, épouse André Patelé en présence de Girarde Roffet, Lucas Breyer, Pierre de La Porte, prieur de l'abbaye de Sainte-Geneviève-au-Mont et Alexandre Olivier, responsable de la Monnaie royale. Ce mariage acte le rapprochement du couple avec la bourgeoisie catholique d'office:CCXVIII. André Patelé, « noble homme », est issue d'une famille possédant le monopole du vin et du poisson de mer pour la cour. Il est le neveu d'André Patelé l'Ancien, commissaire pour le roi, et de Barthélémy, chevalier du Saint-Sépulcre. André Patelé, veuf d'un premier mariage, est huissier du roi et achète peu après l'office de conseiller du roi et receveur des tailles à Chaumont-Maigny.
André Patelé meurt prématurément. Marie L'Angelier, mère d'Abel et enceinte, rentre chez ses parents. Devant notaire, elle renonce à la communauté de biens avec André Patelé et proteste contre l'inventaire de ses biens:CCCXXXIII. Un accord est trouvé entre la veuve et son beau-frère André Patelé le jeune, secrétaire de la Chambre du Roi lui réclamant remboursement de dettes contractées par le défunt:CCCXXXVII.

### Imprimeuse-librairesse indépendante

#### Règlement des questions d'héritage
Le 20 janvier 1610, Abel L'Angelier meurt d'un cancer dans la maison canoniale de l'enclos du Palais où il réside avec sa famille, après plusieurs années de maladie:CCCLXXI. Pierre de L'Estoile témoigne du décès : « Ce jour fut mis en terre, à Paris, Abel Langelier, imprimeur [sic], duquel la boutique, au Palais, est assez connue et remarquée. Il est mort en la fleur de son âge, et sa femme fort âgée, qu'il s'était promis de voir aller devant, est demeurée encore après et se porte bien. On disait qu'une carnosité l'avait fait mourir ».
En février 1610, un premier compte sous seing privé est dressé. Un accord est passé six mois après le décès d'Abel L'Angelier entre sa veuve et sa fille Marie L'Angelier, unique héritière. Françoise de Louvain doit également penser aux intérêts des descendants de son premier mariage avec Pierre du Pré, son fils Pierre II du Pré étant déjà décédé. Elle propose de dédommager sa fille Marie L'Angelier de la somme correspondante aux portions acquises de Pierre II Du Pré pour le cinquième étal, soit la petite somme de 184 livres. L'étal et la propriété des Moulineaux sont accordés à Françoise de Louvain contre payement de la moitié à sa fille:CCCLXXXIV.

#### Gestion de la maison avec sa fille
Françoise de Louvain continue la politique éditoriale et marchande de son mari et créé une société avec Marie L'Angelier. Elle s'occupe elle-même des affaires de la librairie, de la question des privilèges et des contrats d'apprentissage, même si son propre nom disparaît parfois des actes et lettres en faveur de celui de son mari décédé:CCCCXXVII.
Marie L'Angelier semble s'être occupée de la gestion du patrimoine, des initiatives charitables et des gages de solidarité familiale. Le 3 décembre 1612, Marie L'Angelier place auprès de sa mère son propre fils Abel Patelé, qui ne devient finalement pas libraire:CCCCIV.
Françoise de Louvain offre à Pierre de L’Estoile le Discours funebre sur la mort du feu roy de Jean Bertaut qu’elle vient de publier : « Le samedi 21e [aoust 1610]. Langelier [sic pour la veuve L’Angelier] m’a donné, de son impression, un Discours funebre sur la mort du roy, fait par Bertaut, evesque de Sees, premier ausmonnier de la roine ».
Le 25 novembre 1610, Françoise de Louvain adresse à Antoine Séguier de Villiers une épître de dédicace en signe de reconnaissance pour le manuscrit posthume des Arrêts de Georges du Louët. Le 1er novembre 1612, Françoise de Louvain adresse une épître à Charles de Gonzague-Clèves, duc de Nevers, pour la nouvelle édition de l’Histoire des Turcs de Chalcondyle, traduite par Blaise de Vigenère.
Le 25 avril 1620, Françoise de Louvain obtient le prolongement du privilège de l’un des titres principaux de son catalogue, Recueil d’aucuns notables arrests de maistre Georges Louet, conseiller en la cour de parlement de Paris, pour dix ans. Elle demande que le roi - Louis XIII - protège à son bénéfice « et à ceux qui auront droict d’elle », l’impression dudit ouvrage.

#### Testament et héritage
Le 9 août 1620, Françoise de Louvain teste. Elle loge alors à l'enclos du Palais en la maison de Mre Le Roy, chanoine de la Sainte Chapelle, bailleur de la maison louée par le couple puis par Françoise de Louvain et sa fille. Françoise de Louvain semble avoir renié sa foi protestante puisqu'elle se décrit comme « bonne et vraye catholique ». Peut-être cette apostasie s'explique-t-elle par intérêt commercial : comme du temps d'Abel L'Angelier, elle vend des livres d'usage tridentins. En effet, on trouve dans son inventaire après décès plusieurs exemplaires du Thesaurus precum, preuve éventuelle de l'insincérité de cette conversion tardive. Elle meurt vraisemblablement la même année.
L'inventaire du partage de Françoise de Louvain repose sur un inventaire général établi sans doute peu après la mort de Françoise de Louvain. Le 28 avril 1623, Marie L'Angelier paye 7970 livres à Catherine Arnault, veuve de Pierre II du Pré et mère d'enfants mineurs, pour racheter son lot de livres:CCCCLVII. Le fonds total de l'officine est alors d'environ 32 000 livres tournois pour 36 5000 volumes.
Françoise Patelé, fille de Marie L'Angelier, épouse Claude Ier Cramoisy, imprimeur-libraire et relieur reçu en 1618. Celui-ci rachète le fonds d'Abel L'Angelier et Françoise de Louvain. Marie L'Angelier meurt en 1636. Le 7 mai 1645, Marie Cramoisy, fille de Claude Cramoisy et de Françoise Patelé, épouse Edme Martin le jeune, imprimeur-libraire. Edme Martin meurt en 1670 et sa veuve confie l'imprimerie à son fils Gabriel Martin pour exercer elle-même l'activité de librairie:CCCCLXXXVI et jusqu'au moins l'année 1696.